# Céfiro

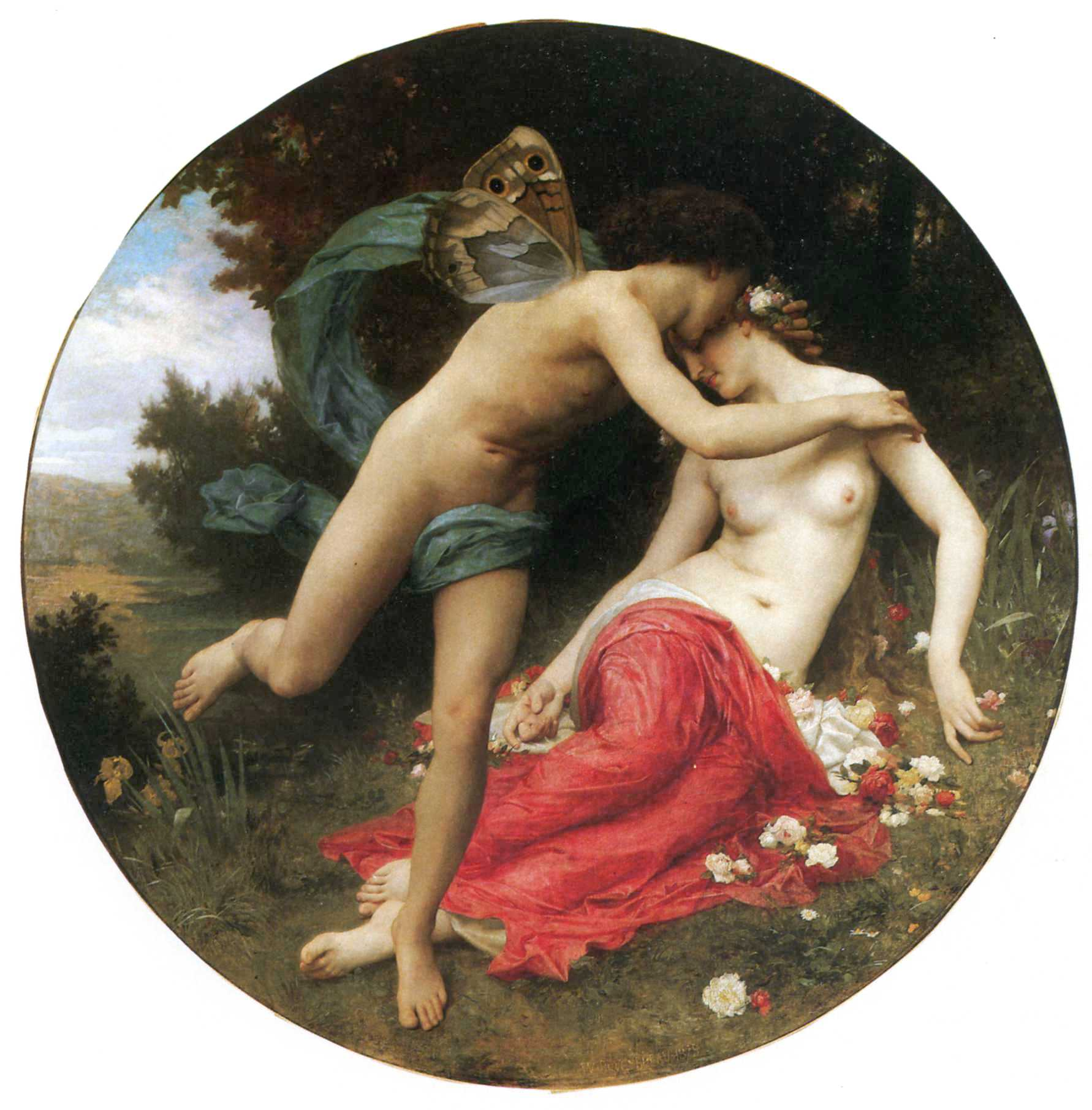
Céfiro y Flora, por William-Adolphe Bouguereau (1875).

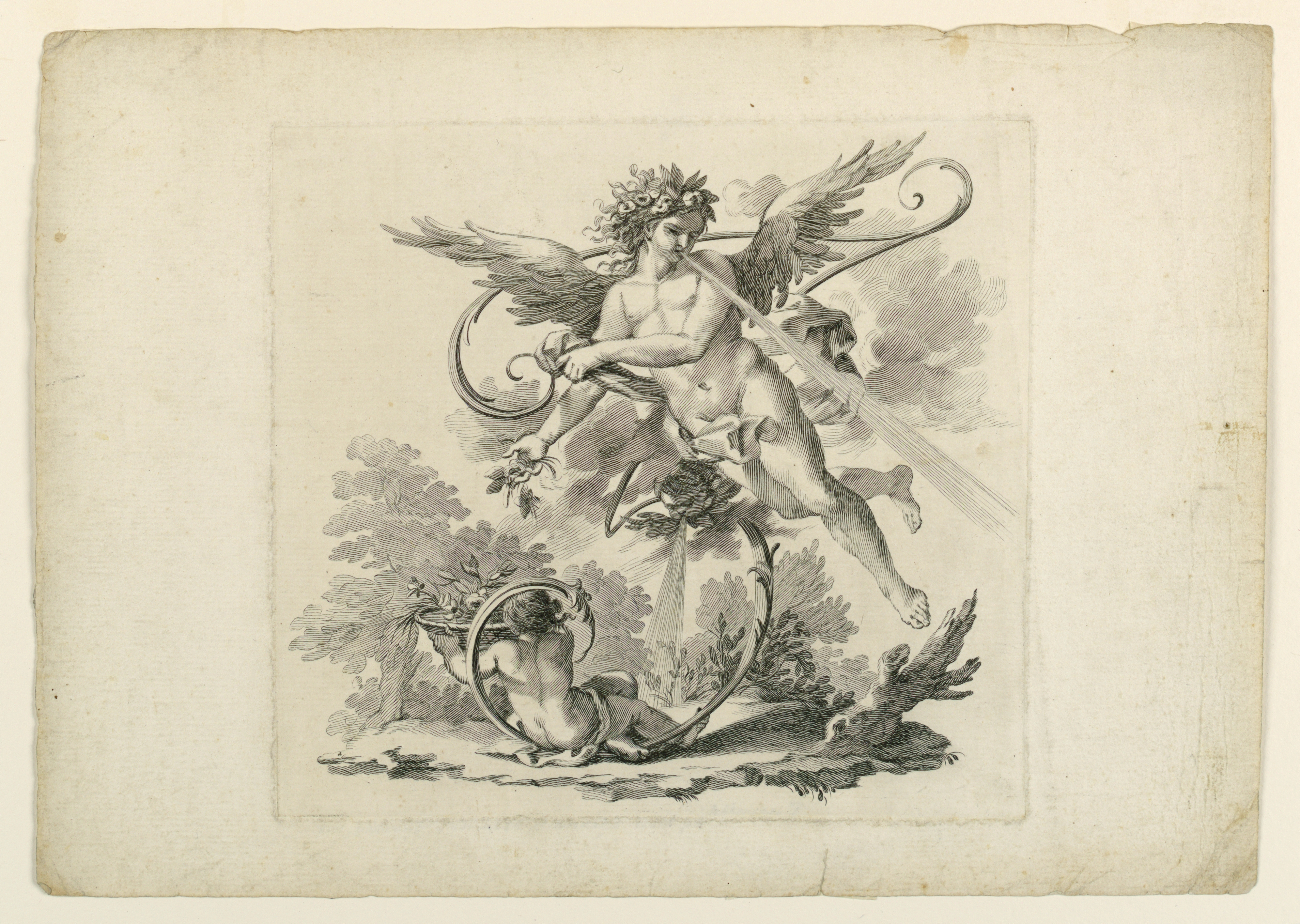
Grabado La letra z. Céfiro y otro dios del viento vuelan ante la letra, que está formada por un pergamino. Un niño sentado de espaldas sobre la letra con una cesta de flores. Grabado anónimo italiano de 1775, de 233 × 326 mm. Se encuentra en poder del Museo Smithsoniano de Diseño Cooper Hewitt.

En la mitología griega, Céfiro o Zéfiro (en griego Ζέφυρος, Zéphyros) era el dios del viento del oeste, hijo de Astreo y de Eos, o bien «de la tierra nacido», según un autor. Céfiro, «de aliento dulce», era el más suave de todos y se le conocía como el viento fructificador, mensajero de la primavera.  Se creía que vivía en una cueva de Tracia. Se dice que tras la caída y muerte de Faetonte Céfiro se unió a varios cisnes para entonar un lamento fúnebre.

Al parecer la rapidez del Céfiro era proverbial:
Nosotros dos podríamos correr como el soplo del Zéfiro, que dicen que es el más raudo de los vientos.
En diferentes historias se narraba que Céfiro tenía varias esposas. En una ocasión se representa como el marido de Iris, la diosa del arcoíris con quien tuvieron a Poto o incluso a Eros. Raptó a otra de sus hermanas, la diosa Cloris, a la que dio el dominio de las flores; de esta unión alegórica nació Carpo (‘fruta’). Se decía que había competido por el amor de Cloris con su hermano Bóreas, a quien terminó ganando. También se cuenta de él que con otra de sus hermanas y amantes, la arpía Podarge, fue padre de Balio y Janto, los caballos de Aquiles. Si bien otro autor, en cambio, nos dice que Céfiro fue el padre del caballo Arión, en su unión con otra de las Harpías. Incluso se dice que engendró a los tigres.
Uno de los mitos conservados en los que Céfiro aparece más prominentemente es el de Jacinto, un hermoso y atlético príncipe espartano. Céfiro se enamoró de él y lo cortejó, al igual que Apolo. Ambos compitieron por el amor del muchacho, este eligió a Apolo, y Céfiro enloqueció de celos. Más tarde, al sorprenderlos practicando el lanzamiento de disco, Céfiro les mandó una ráfaga de viento, y el disco, al caer, golpeó en la cabeza a Jacinto que murió. Con la sangre del muchacho muerto, Apolo haría la flor homónima.
En la historia de Cupido y Psique, fue Céfiro quien sirvió a Eros transportando a Psique hasta su cueva.
Se le representa como un hombre joven, con alas de mariposa o hada, sin barba, semidesnudo y descalzo, cubierto en parte por un manto sostenido entre sus manos, del cual lleva y va esparciendo una gran cantidad de flores.
Su equivalente en la mitología romana era Favonio (Favonius, ‘favorable’), quien ostentaba el dominio sobre las plantas y flores. Su nombre era muy común en la Antigua Roma.
Varios autores dejaron atestiguados al menos dos templos en donde se le rendía culto, uno en Rodas y otro en el Ática.